# Радужный (станция скоростного трамвая)
Радужный (укр. Райдужний) — станция Левобережной линии Киевского скоростного трамвая, а также пересадочный узел между Киевской городской электричкой и Левобережной линией скоростного трамвая (маршруты № 4 и 5). До 2024 года имела название Троещина-2.

## Описание
Переход между остановочным пунктом городской электрички и остановкой трамвая осуществляется через вестибюль с турникетами.
Сама конечная остановка скоростного трамвая и разворотная петля расположены на эстакаде, примыкающей к железнодорожной насыпи.